# Tenhults landskommun
Tenhults landskommun var en tidigare kommun i Jönköpings län.

## Administrativ historik
Den 1 januari 1952 genomfördes den första av 1900-talets två genomgripande kommunreformer i Sverige. Antalet kommuner minskades från 2498 till 1037.
Tenhult bildades då genom sammanläggning av de tidigare kommunerna Barnarp, Rogberga, Ödestugu, och Öggestorp. Kommunen fick sitt namn efter tätorten Tenhult.
Den 1 januari 1954 överfördes ett område, Hökhult 2, med 334 invånare till Norrahammars köping från Tenhults landskommun och Barnarps församling omfattande en areal av 1,14 kvadratkilometer, varav 1,13 land.
Kommunen existerade fram till 1971, då den gick upp i Jönköpings kommun, där området nu utgör den sydöstra delen.
Kommunkoden var 0611.

### Kyrklig tillhörighet
I kyrkligt hänseende tillhörde kommunen församlingarna Barnarp, Rogberga, Ödestugu och Öggestorp.

## Geografi
Tenhults landskommun omfattade den 1 januari 1952 en areal av 292,45 km², varav 280,68 km² land. Efter nymätningar och arealberäkningar färdiga den 1 januari 1957 omfattade landskommunen den 1 januari 1961 en areal av 293,08 km², varav 281,10 km² land.

### Tätorter i kommunen 1960
| Tätort  | Folkmängd |
| ------- | --------- |
| Tenhult | 1 496     |
| Lockebo | 286       |
| Barnarp | 251       |

Tätortsgraden i kommunen var den 1 november 1960 43,5 procent.

## Politik

### Mandatfördelning i valen 1950–1966
| 14 | 8 | 11 | 2 |

| 35 |

| 13 | 9 | 7 | 6 |

| 33 |

| 12 | 9 | 6 | 8 |

| 32 |

| 13 | 8 | 7 | 7 |

| 32 |

| 11 | 9 | 6 | 2 | 7 |

| 33 |